# Alcazarén
Alcazarén è un comune spagnolo di 687 abitanti situato nella comunità autonoma di Castiglia e León.